# Tańcz mnie po miłości kres. Piosenki Leonarda Cohena
Tańcz mnie po miłości kres. Piosenki Leonarda Cohena – album studyjny polskiego piosenkarza Krzysztofa Krawczyka. Wydawnictwo ukazało się 27 listopada 2015 roku nakładem wytwórni muzycznej Sony Music Entertainment Poland. Na płycie znalazły się piosenki z repertuaru kanadyjskiego piosenkarza Leonarda Cohena w tłumaczeniu Macieja Zembatego.
Album dotarł do 19. miejsca polskiej listy przebojów - OLiS.

## Lista utworów
Opracowano na podstawie materiału źródłowego.
1. "Jestem twój" / "I'm Your Man"
2. "Słynny niebieski prochowiec" / "Famous Blue Raincoat"
3. "Manhattan" / "First We Take Manhattan"
4. "Zuzanna" / "Suzanne"
5. "Tańcz mnie po miłości kres" / "Dance Me To The End Of Love"
6. "Ptak na drucie" / "Bird On The Wire"
7. "Wspomnienia" / "Memories"
8. "Diamenty w kopalni" / "Diamonds On A Mine"
9. "Dziś w nocy będzie fajnie" / "Tonight Will Be Fine"
10. "Każdy o tym wie" / "Everybody Knows"
11. "Cygańska żona" / "The Gypsy's Wife"
12. "Alleluja" / "Hallelujah"